# Този, Паоло
Паоло Този (итал. Paolo Tosi FMCap ; 2 апреля 1826, Чезена, Италия — 3 июня 1906, Лахор, Британская Индия) — католический прелат, ординарий апостольского викариата Пенджаба, член монашеского ордена капуцинов.

## Биография
Паоло Този родился 2 апреля 1826 года во Чезене, Италия. Вступил во францисканский монастырь капуцинов.
3 марта 1868 года Римский папа Пий IX назначил Паоло Този титулярным епископом Родиаполя и апостольским викарием апостольского викариата Патны (упразднён 1 сентября 1886 года). 28 июня 1868 года Паоло Този был рукоположён в епископа.
27 сентября 1880 года Римский папа Лев XIII назначил Паоло Този апостольским викарием апостольского викариата Пенджаба. 1 сентября 1886 года Римский папа Лев XIII издал буллу Humanae salutis, которой преобразовал апостольский викариат Пенджаба в епархию Лахора и Паоло Този стал ординарием этой епархии.
В 1870 году Паоло Този участвовал в I Ватиканском соборе.
В 1886 году ушёл в отставку.
Умер 3 июня 1906 года в Лахоре.

## Источник
- Annuario Pontificio, Ватикан, 1885
- Hierarchia Catholica Medii et Recentioris Aevi, Volume 8, стр. 81, 330, 482